# Ignazio Visconti

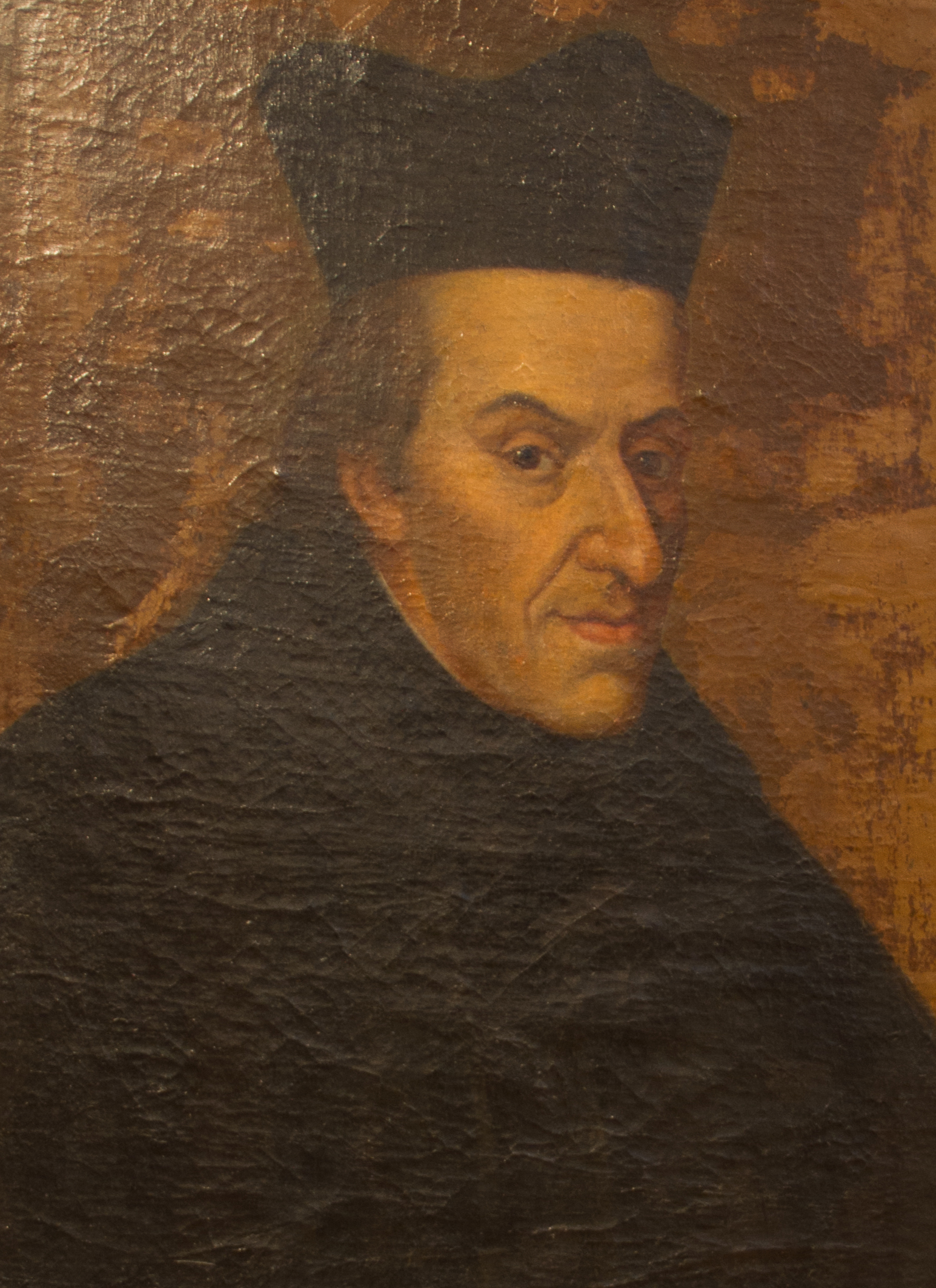
Ignazio Visconti, S.I.

Ignazio Visconti (Milán, 31 de julio de 1682-Roma, 4 de mayo de 1755) fue un jesuita italiano, decimosexto general de la Compañía de Jesús.

## Formación y comienzo de su carrera
Estudiante de la escuela jesuita de Parma, entró en la Compañía de Jesús en 1702, en contra de la voluntad de su familia. Durante veinte años fue profesor de letras y profesor de filosofía en Milán. En su ministerio espiritual dedicó especial atención a la consolidación de las Congregaciones Marianas (hoy conocidas como Comunidades de Vida Cristiana). De 1732 a 1735 fue superior provincial de los Jesuitas de Milán. En 1737 fue llamado a Roma como asistente del superior general Franz Retz para los asuntos italianos de la Compañía.

## Superior general
Fue elegido tras la muerte de Franz Retz en la decimoséptima Congregación General (1751) en el primer escrutinio. Heredó de su antecesor los problemas derivados de los nuevos límites que el Tratado de Madrid entre España y Portugal causaba en las Reducciones del Paraguay. El tratado se hizo sin consideración a los guaraníes que poblaban ambos lados de la nueva frontera. Las protestas de los jesuitas locales fueron inútiles. Sabían que la política anticlerical y antijesuita del Marqués de Pombal supondría la expulsión de los guaraníes de las Reducciones que pasaran a control portugués. Los rumores de que los jesuitas no querían abandonar a los guaraníes motivaron el envío de un delegado, el español Luis de Altamirano con una severa carta (21 de julio de 1751) en la cual ordenaba que dejaran las Siete Reducciones (Película La Misión). Es probable que Visconti, con apenas un mes en el cargo, fuera engañado para escribir esta carta sin tener un conocimiento profundo de la situación sobre el terreno.
También durante su mandato se acusó de estar envuelto en operaciones comerciales al jesuita francés Antoine de Lavalette, quien fue llamado de Martinica para justificar su conducta. Poco antes de morir Visconti le permitió regresar a su misión con la orden de suspender sus actividades comerciales. Lavalette desconocía esta condición y, cuando varios de sus barcos fueron apresados por piratas en su regreso a Europa, su compañía quebró. El escándalo, y el rechazo de los jesuitas franceses a aceptar la responsabilidad financiera, dio la oportunidad a los enemigos de la Compañía en Francia a comenzar la campaña que acabaría con la expulsión de los jesuitas de Francia. Esto unido a otros problemas en Portugal y España aumentó la presión sobre el Papa para suprimir la Compañía de Jesús en todo el mundo.